# Лучинское (Ярославский район)
Лучинское — село в Ярославском районе Ярославской области России, входит в состав Карабихского сельского поселения. 

## География
Расположено в 4 км к югу от Ярославля. 

## История
Каменная церковь в селе построена в 1715 году, в ней было пять престолов: Святых и Праведных — Иоакима и Анны, Великомученицы Екатерины, Святителя Димитрия, Митрополита Ростовского, Святителя и Чудотворца Николая.
В конце XIX — начале XX село входило в состав Крестобогородской волости Ярославского уезда Ярославской губернии.
С 1929 года село входило в состав Телегинского сельсовета Ярославского района, с 2005 года — в составе Карабихского сельского поселения.

## Население
| 1859 | 2007 | 2010 |
| ---- | ---- | ---- |
| 110  | ↘56  | ↗58  |

## Образование
- Лучинская средняя школа (построена в 1971 году)[6]

## Достопримечательности
В селе расположена действующая Церковь Иоакима и Анны (1715).

## Общественный транспорт
Ближайшая остановка общественного транспорта находится в посёлке Щедрино.